# Карроукил

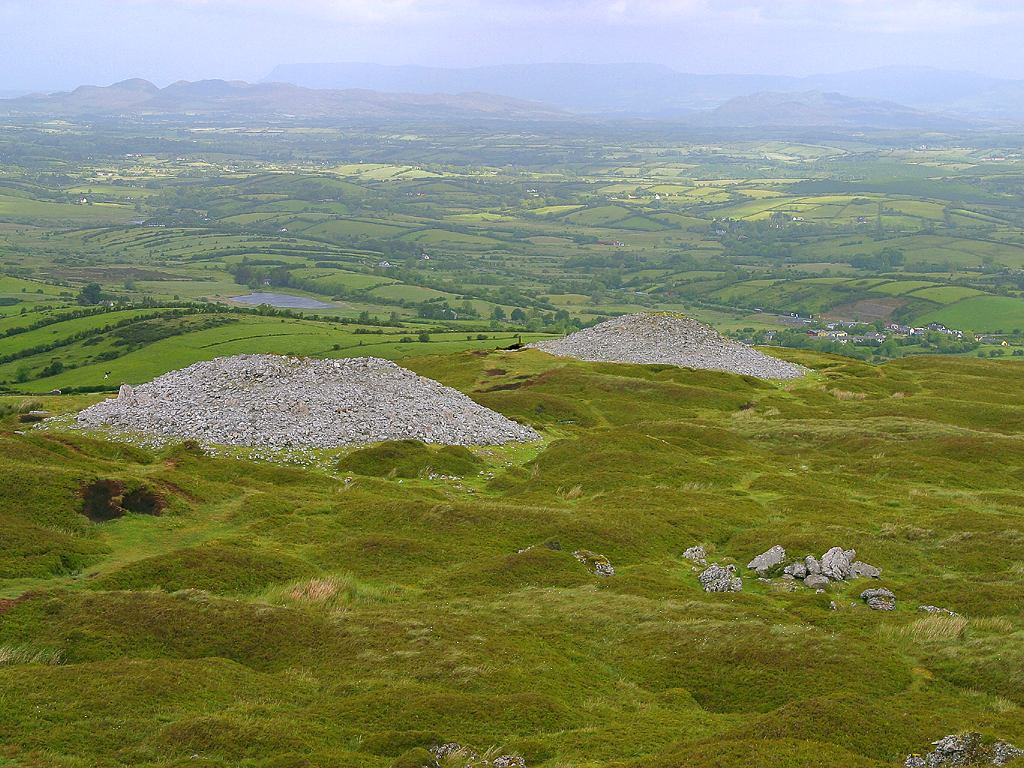
Две из гробниц Карроукила.

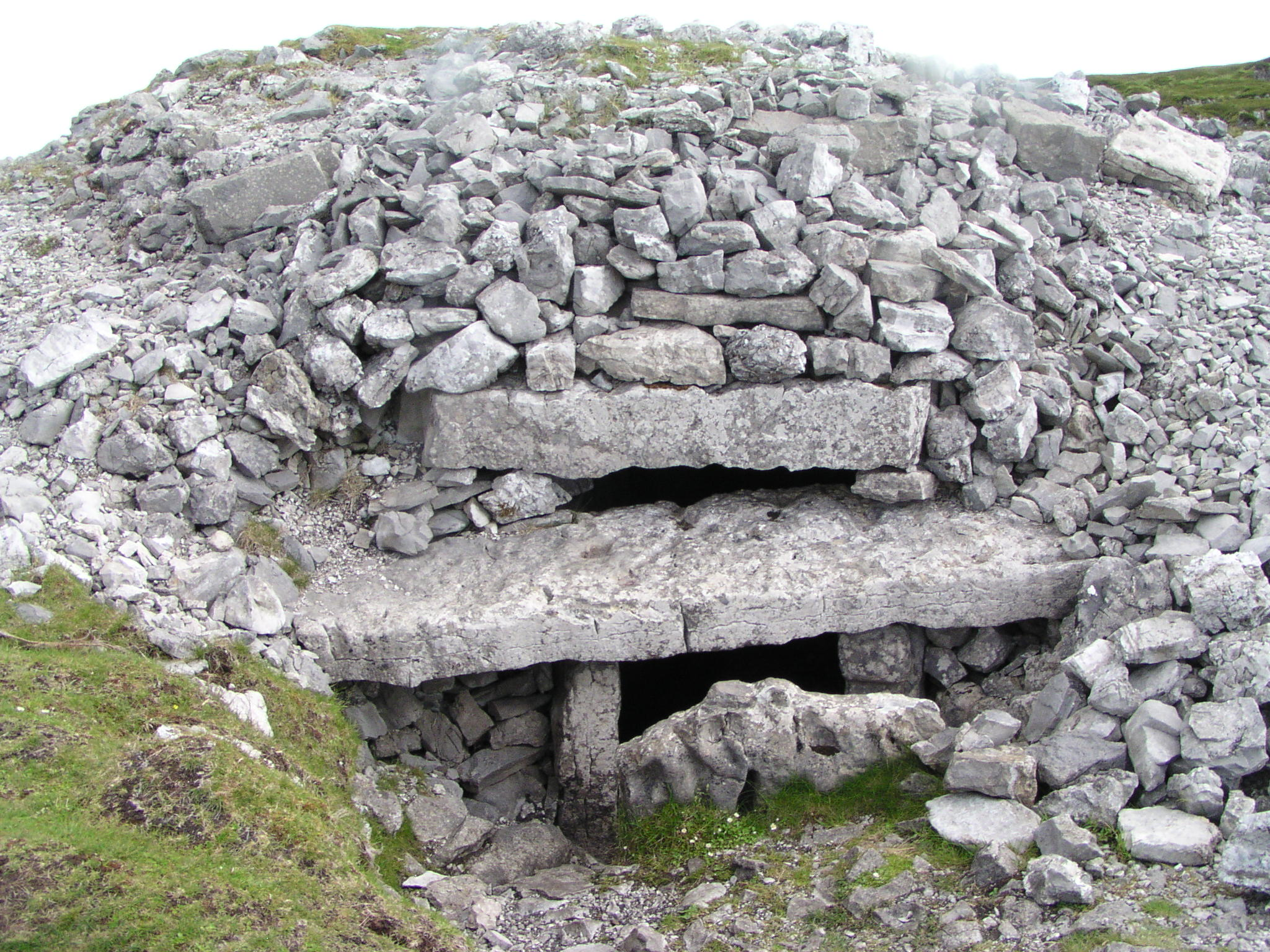
Карроукил, Каирн G с просветом

Карроукил (англ. Carrowkeel, ирл. An Cheathrú Chaol, дословно — «узкий квартал») — неолитический некрополь из нескольких коридорных гробниц на юге графства Слайго. Согласно радиоуглеродной датировке, возраст некрополя составляет около 5400 — 5100 лет (конец 4 тыс. до н. э.), то есть он древнее, чем египетские пирамиды, на 500—800 лет. Карроукил — один из четырёх крупных некрополей коридорных гробниц в Ирландии (три остальных — это Ньюгрейндж, Лох-Крю и Карроумор).
Карроукил расположен на возвышенности над озером Лох-Арроу. Могилы, по-видимому, ориентированы в направлении Кил-Ирра, Нокнари и Карроумора. Всего в Карроукиле имеется 14 коридорных гробниц. В некоторые можно попасть, проползя через узкий коридор. Невдалеке, в комплексе Кешкорран, расположено ещё 6 коридорных гробниц. Грубая керамика особого типа, впервые обнаруженная коридорных гробницах Карроукила (а позднее найденная и в других коридорных гробницах того же периода), получила у археологов название «керамика Карроукил» (Carrowkeel Ware).
Невдалеке от Лох-Арроу и непосредственно к северу от Карроукила находится ещё один крупный коридорный каирн, Хипстаун (Heapstown Cairn) — вероятно, того же периода. Здесь, по-видимому, находилась легендарная Маг Туиред, место сражений между племенами богини Дану, древними богами Ирландии, и демоническими фоморами.
Горная гряда, где находится Карроукил, носит название Бриклив (Bricklieve Mountains), по-ирландски буквально «пятнистые горы», что, возможно, связано с их внешним видом: несколько кварцевых скал выделяются на общем фоне, ярко сверкая под солнцем.
Гробницы открыл около 1911 г. Р. А. С. Макалистер, которого сопровождал Роберт Ллойд Прегер. Хотя Макалистер и был знаком с современными археологическими методами, он весьма поспешно провёл исследование Карроукила, и осуществленный им демонтаж некоторых элементов вызвал затруднения для последующих исследователей. В книге «The Way That I Went» (1937) Прегер так вспоминает о своём посещении Карроукилского некрополя:
Я зажёг три свечи и стоял, пока мои глаза привыкали к сумраку. Там всё было в том виде, в каком это было оставлено последним человеком времён бронзового века (так в оригинале), от трёх до четырёх тысяч лет назад. Всё покрывала лёгкая коричневатая пыль… Там были каменные бусы, костяные орудия из рога благородного оленя и множество фрагментов сильно повреждённой керамики. В углублениях в стене, чуть возвышавшихся над уровнем пола, лежали плоские камни, на которых покоились кальцинированные кости детей.
Возможно, проведенные в 2004 году раскопки доисторических хижин на склонах Муллагафарна (Mullaghafarna), невдалеке от каирнов O и P Карроукилского некрополя, которые возглавлял профессор Стефан Берг (Stefan Bergh), прольют свет на то, кто именно соорудил и использовал некрополь. Посетителям некрополя запрещается залезать на каирны, а также наносить им какой-либо ущерб, перемещать или выносить любые камни.